# Bauhinia glaziovii
Bauhinia glaziovii är en ärtväxtart som beskrevs av Paul Hermann Wilhelm Taubert. Bauhinia glaziovii ingår i släktet Bauhinia och familjen ärtväxter. Inga underarter finns listade i Catalogue of Life.